# Unión Africana
La Unión Africana (UA) es un organismo internacional formado por 54 Estados africanos, cuyos objetivos son la promoción de la unidad y la solidaridad entre sus miembros, la eliminación de los vestigios del período colonial, coordinar la cooperación para el desarrollo, salvaguardar la soberanía y promover la cooperación internacional en el marco de la Organización de las Naciones Unidas (ONU).
La UA se creó el 26 de mayo de 2001 en Adís Abeba y comenzó a funcionar el 9 de julio de 2002 en Durban (Sudáfrica), reemplazando a la Organización para la Unidad Africana (OUA). Las decisiones más importantes de la UA son tomadas por la Asamblea de la Unión Africana, una reunión semestral de jefes de Estado y de gobierno de sus Estados miembros. El secretariado de la UA, la Comisión de la Unión Africana, tiene su sede en Adís Abeba, capital de Etiopía.
La Unión Africana es miembro observador de la ONU.

## Historia
La Unión Africana es la heredera de varios intentos anteriores de unir políticamente a dicho continente, a semejanza de la Unión Europea en Europa. Sus predecesoras son la Unión de Estados Africanos, creada por el ghanés Kwame Nkrumah en 1958, la Organización para la Unidad Africana de 1963, o la Comunidad Económica Africana fundada en 1991.
La idea de crear la UA fue relanzada por algunos jefes de Estado y de Gobierno en la declaración de Bengasi (Libia) el 9 de septiembre de 1999, bajo el auspicio de Muamar el Gadafi, Líder y Guía de la Revolución. A dicha declaración siguieron una serie de cumbres en Lomé (Togo) en 2000, donde se redactó el Acta Constitutiva de la Unión Africana; y en Lusaka (Zambia) en 2001, donde se aprobó el plan para la instauración de la Unión.
En el acta constitutiva se hacía un llamamiento a la diáspora africana a implicarse activamente en el desarrollo de la Unión.
La Unión Africana fue inaugurada formalmente el 9 de julio de 2002 por su primer presidente, el sudafricano Thabo Mbeki. En aquel momento, la UA aún incluía varias dictaduras entre sus miembros y para combatirlas, la organización afirmó que intervendría en los países africanos donde se cometan crímenes contra la humanidad. En 2012, la UA inauguró su sede central en Adís Abeba. El proyecto fue financiado en su totalidad por China, y tuvo un coste de US$200 millones. El edificio incluye una torre de 100 metros con vista a un centro de conferencias.
En 2017 Marruecos ingresó en la UA, ya que en 1984 se había retirado de la anterior Organización para la Unidad Africana (OUA), cuando varios países miembros apoyaron al Movimiento Nacional de Liberación Saharaui encarnado en el Frente Polisario en su proclamación de la independencia de la República Árabe Saharaui Democrática. El aliado marroquí, Zaire, igualmente se opuso a la admisión en la OUA de la RASD, y el régimen de Mobutu boicoteó la organización desde 1984 hasta 1986. El 31 de enero de 2017, 39 miembros de la Unión Africana apoyaron el ingreso de Marruecos a la UA. Sin embargo, en junio de 2019 la UA suspendió la membresía de Sudán en la organización, en respuesta al supuesto maltrato de los manifestantes por parte del gobierno, revocando su suspensión el 6 de septiembre de 2019 tras la formación del gobierno de transición. Por otro lado, tras el golpe de Estado de Malí de agosto de 2020, se suspendió la membresía de Malí, siendo readmitida el 9 de octubre de 2020.

## Organismos
Los principales órganos de la Unión Africana son:
- Asamblea de la Unión Africana
- Comité Ejecutivo
- Comisión de la Unión Africana
- Comité de representantes permanentes.
- Consejo de Paz y Seguridad.
- Parlamento Panafricano: con sede en Johannesburgo, su inauguración tuvo lugar el 16 de septiembre de 2004. En sus primeros cinco años de existencia este órgano, integrado hasta ahora por 265 integrantes de 46 países de la UA, fue un órgano consultivo y asesor. Sin embargo, a partir de 2009 ha asumido funciones legislativas.
- Consejo Económico y Social
- Corte de Justicia.
- Comités técnicos especializados.
- Instituciones financieras.

## Estados miembros
Todos los Estados reconocidos internacionalmente de África, así como la República Árabe Saharaui Democrática (RASD), son miembros de la Unión Africana, a excepción de los territorios gobernados por potencias europeas. A continuación, los Estados miembros de la Unión Africana:
Malí fue suspendido de la Unión Africana el 19 de agosto de 2020 tras un golpe militar. El 9 de octubre del mismo año, el Consejo de Paz y Seguridad de la Unión Africana levantó la suspensión impuesta a Malí, citando los progresos realizados para el retorno a la democracia.  El país volvió a ser suspendido el 1 de junio de 2021, tras su segundo golpe militar en nueve meses.
Guinea también fue suspendida por la Unión Africana el 10 de septiembre de 2021, después de que un golpe militar depusiera al presidente del país, Alpha Condé.
Sudán fue suspendido por la Unión Africana el 27 de octubre de 2021, después de que un golpe militar depusiera al gobierno civil encabezado por el primer ministro Abdalla Hamdok.
 

Níger fue suspendido por la Unión Africana el 22 de agosto de 2023 tras un golpe militar a finales de julio que depuso al presidente democráticamente elegido Mohamed Bazoum; desde entonces, esto también ha llevado a la crisis nigerina de 2023. En ese mismo mes, Gabón fue suspendido el 31 de agosto de 2023 debido al golpe de estado que depuso al presidente Ali Bongo Ondimba. En abril de 2025, el Consejo de Paz y Seguridad de la Unión Africana decidió eliminar las sanciones impuestas anteriormente a Gabón.
En la XVIII Cumbre de la UA en Adís Abeba, en febrero de 2012, la república caribeña de Haití indicó que buscaría mejorar su estatus de observador al de miembro asociado. La UA había planeado en su cumbre en junio de 2013 actualizar el estatus de Haití de observador a asociado. En un comunicado de prensa emitido en mayo de 2016, la Comisión de la Unión Africana anunció que, "de acuerdo con el artículo 29.1 del Acta Constitutiva de la UA, solo los Estados africanos pueden unirse a la Unión Africana". Por lo tanto, "Haití no será admitido como Estado miembro de la Unión Africana".

### Gobernanza

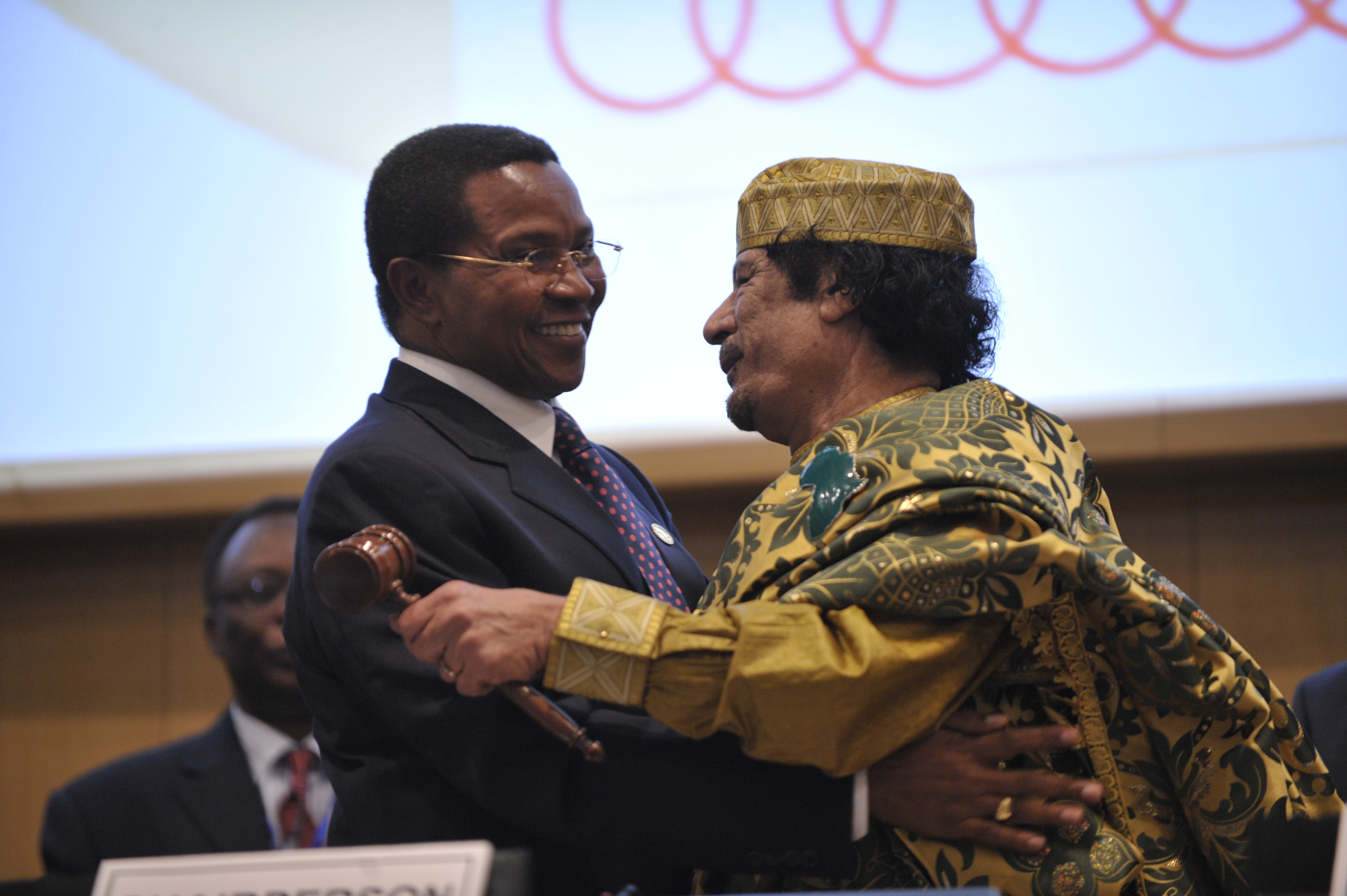
Muamar el Gadafi abraza al presidente tanzano Jakaya Mrisho Kikwete después de asumir la presidencia en 2009.

El problema esencial al que se enfrenta la Unión Africana en su conjunto es alcanzar la independencia económica, pero su dependencia de la financiación de donantes extranjeros como China, Estados Unidos o la Unión Europea. Más de tres cuartos de su presupuesto provienen de la financiación extranjera, aunque la UA ha propuesto el establecimiento para todos los miembros de una tasa del 0,2% a las importaciones de bienes. Se prevé que este impuesto aporte a las arcas de la organización africana unos 965 millones de euros anuales. La divergencia entre mandatos, expectativas y recursos ha contribuido, también, a generar disfunciones en las misiones de mantenimiento de paz o monitoreo que hasta ahora ha llevado a cabo la UA.
A su vez, otro de los problemas a los que se enfrenta la UA es las rivalidades y divisiones entre los jefes de Estado y los gobiernos, que, como en la mayoría de organismos multilaterales, no han sido capaces de demostrar unidd de respuesta o de posición ante crisis graves en el continente como en Costa de Marfil, la intervención militar en Libia de 2011 o Mali en 2013, o sobre la violencia de Boko Haram. Esta dificultad de coordinación ha servido a menudo de pretexto para la intervención de potencias extranjeras en el continente a través de la injerencia humanitaria de antiguas metrópolis coloniales u otras potencias interesadas en el continente. En los últimos años, sin embargo han avanzado en coordinación tomando posiciones conjuntas ante el golpe de Estado en Mali de 2020 o la suspensión de Madagascar como miembro de la UA por tener un gobierno instalado de manera inconstitucional.

### Acción militar

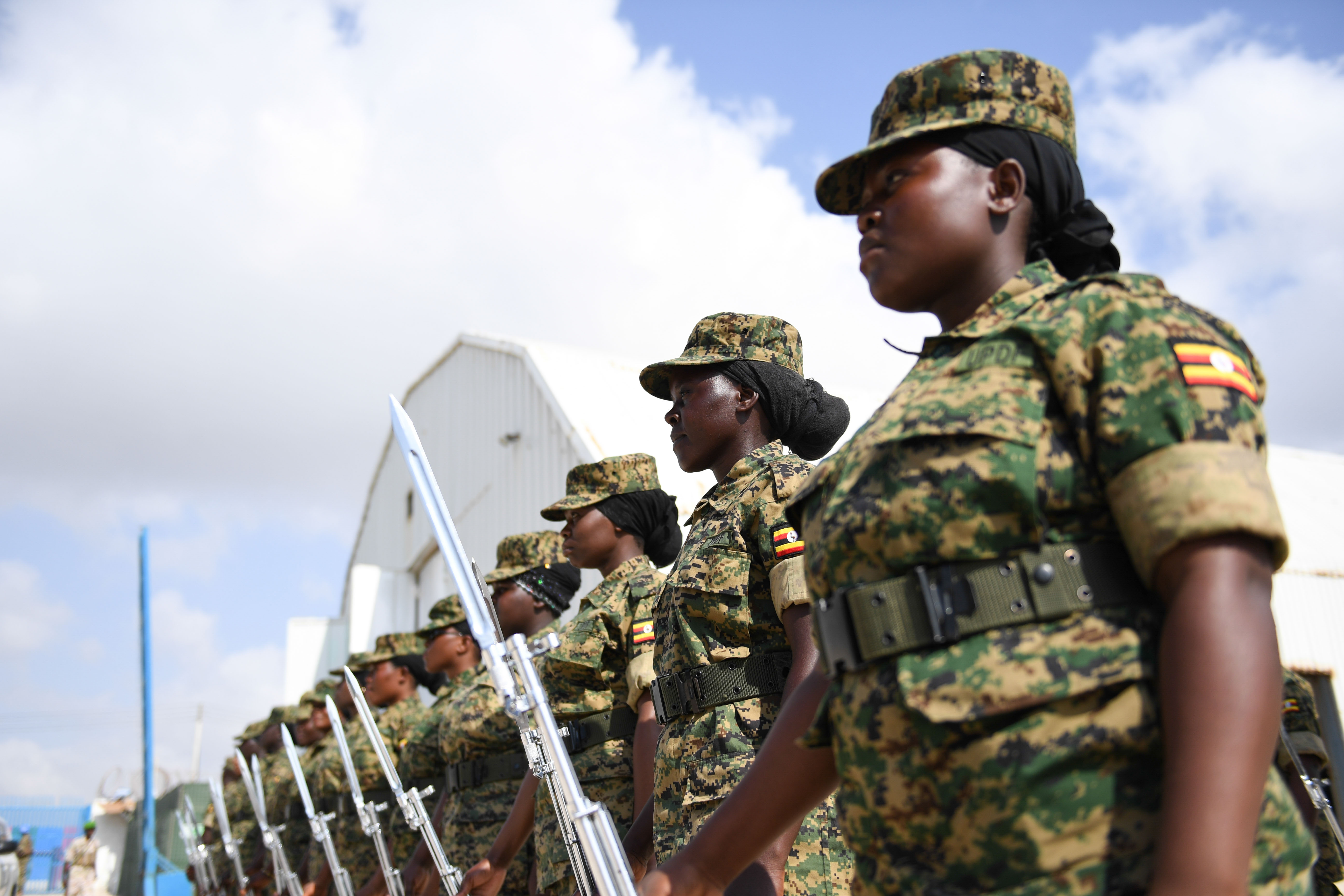
Mujeres soldados de Uganda de la Misión de la Unión Africana en Somalia montan guardia en 2016.

El Departamento de Paz y Seguridad es el encargado de llevar a cabo los objetivos de alcanzar paz, seguridad y estabilidad de la Unión Africana (UA), en su artículo 4(h), «el derecho de intervención en un Estado Miembro tras una decisión de la asamblea en relación con circunstancias graves, concretamente: crímenes de guerra, genocidio y crímenes contra la humanidad».
Así, uno de los objetivos principales de la UA es promover «la paz, la seguridad y la estabilidad en el continente» (Protocolo sobre la creación del Consejo de Paz y Seguridad de la UA aprobado en Durban, Sudáfrica, en julio de 2002). Para ello cuenta con varios pilares que conforman la llamada Arquitectura de Paz y Seguridad. El pilar principal es un Consejo de Paz y Seguridad, a imagen y semejanza del Consejo de Seguridad de las Naciones Unidas, pero con todos sus 15 Estados miembros electos cada 2 o 3 años. El Consejo es el órgano competente para desplegar misiones que, a su vez, serán llevadas a cabo por la Fuerza Africana de Reserva, una reserva de contingentes militares y civiles de varios países preparada para ser desplegada en misiones de observación y otras intervenciones en los Estados miembros previstas en el acta constitutiva.
Desde la creación de la UA en 2002 hasta el 2014 ha habido más de una decena de golpes de estado en el continente. Pese a que las guerras interestatales han disminuido, los conflictos armados locales e intra-estatales siguen causando miles de víctimas y graves violaciones de derechos humanos. Las misiones de las fuerzas africanas presentan muchas debilidades, entre ellas, a menudo, la falta de formación adecuada de sus tropas.
A principios de 2015 la Unión Africana tenía misiones militares activas en Darfur-Sudán (UNAMID, operación híbrida con la ONU, desde 2007), Somalia (AMISOM, desde 2007) y la República Centroafricana (MISCA, desde 2013). Las operaciones completadas incluyen Sudán (AMIS, 2004-07), Burundi (AMIB, 2003) y Comoras (2008).

### Cooperación extracomunitaria
La Unión Africana desempeña una función crucial para lograr una mayor cohesión entre los Estados miembros de la UA y otras organizaciones de diferentes ámbitos.
En mayo de 2016 abrió la Oficina del Representante Especial de Interpol ante la Unión Africana. Esta oficina es el enlace entre la Secretaría General de Interpol y la Comisión de la Unión Africana (CUA). Su cometido incluye sensibilizar sobre las capacidades policiales de INTERPOL ante la CUA y sus socios, e identificar áreas en las que ambas partes pueden cooperar, como en temas de pornografía infantil a través de Internet. Además, la colaboración entre los organismos encargados de la aplicación de la ley, identifica áreas comunes en la estrategia de lucha contra el terrorismo y las actividades de Afripol en este campo.
En cuanto a la colaboración militar, entre 2005 y 2016 el Programa de capacitación y ayuda a las operaciones de contingencia en África, a cargo del Departamento de Estado, entrenó a más de 296 811 encargados de mantener la paz. Estas tropas de mantenimiento de la paz solo son desplegadas por una decisión nacional soberana de parte de un país asociado para que se contribuya con efectivos militares según un mandato de la UA, la ONU u otra organización regional.

#### Relaciones con la Unión Europea
La Estrategia conjunta África-Unión Europea se adoptó en 2007 como la vía formal para las relaciones de la organización europea con los países africanos. Esta estrategia fue el resultado del acuerdo alcanzado por la Unión Africana y las instituciones de la Unión Europea, así como por los países de África y Estados miembros de la Unión Europea. La estrategia se aplica por medio de planes de acción periódicos.
En 2017, para afianzar su posición como principal inversor y donante de África, la UE decidió destinar cerca de 44.000 millones de euros, principalmente del sector privado. En ese momento ambas partes representaban a 83 países, en los que residían aproximadamente 1700 millones de personas, en un momento en el que se iniciaba la refundación de la Unión Europea. Hasta ese año se habían celebrado cinco Cumbres UE/África.
En julio de 2018 el economista de Guinea-Bisáu Carlos Lopes fue nombrado Alto Representante de la Comisión Unión Africana para las negociaciones con Europa.

## Derechos humanos
Los desplazamientos forzados han sido uno de los temas prioritarios de la agenda de la Unión Africana. Bajo su supervisión se han aprobado tratados históricos sobre las personas refugiadas y los desplazamientos internos que han ayudado a millones de personas en África. Desde 2009, el Alto Comisionado de las Naciones Unidas para los Refugiados (ACNUR) tiene una oficina de representación ante la UA en Addis Abeba, que presta apoyo en diversos ámbitos.
Por otra parte, los Estados miembros de la Unión Africana se comprometieron en 2014 a erradicar el hambre, reducir la pobreza a la mitad e introducir a las mujeres y a los jóvenes en las cadenas de producción agrícolas, todo esto a que antes de que termine 2025.
En 2016, el Parlamento Panafricano lanzó junto a la Organización de las Naciones Unidas una iniciativa continental para prohibir la mutilación genital femenina, una práctica extendida en algunos países de África. Gambia y Nigeria fueron los dos últimos en sumarse a las medidas sancionadoras al aprobar en 2015 leyes que la prohíben.

## Economía
En 2016 la Unión Africana contaba con un presupuesto de unos 370 millones de euros. Sus Estados miembros sumaban en 2013 un PIB nominal de US$ 1.627 billones. Midiendo el PIB en PPA, la economía de la UA sumaba un total de US$ 2.849 billones, alcanzando el puesto 9.º de la clasificación mundial detrás de Alemania.
Los objetivos de futuro de la UA  la creación de una zona de libre comercio, una unión aduanera, un mercado común, un banco central y una divisa compartida, estableciendo así una unión económica y monetaria a semejanza de la UE. El plan actual consiste en establecer una Comunidad Económica Africana con una moneda única para 2023.

## Cultura
El Día de África conmemora cada año la creación de la Organización de la Unidad Africana (OUA) el 25 de mayo de 1963. Aquel día, 32 Estados africanos firmaron la Carta fundacional en Adís Abeba, Etiopía.

### Idiomas
De acuerdo al Acuerdo Constitutivo de la Unión Africana, sus idiomas de trabajo son el árabe, el inglés, el francés, el portugués y las lenguas africanas «en la medida de lo posible». Un protocolo que modifica el Acuerdo Constitutivo, adoptado en 2003 pero puesto en marcha a partir de 2007, añadió el castellano, el suajili y «cualquier otra lengua africana» y denominó a las seis «oficiales» (en vez de «de trabajo»).
Fundada en 2001 bajo los auspicios de la UA, la Academia Africana de Lenguas promueve el uso y la perpetuación de las lenguas africanas entre la población del continente. La UA declaró 2006 como "Año de las Lenguas Africanas".

## Desarrollo
La Unión Africana ha elaborado un programa denominado Agenda 2063 en el que trabaja desde la Nueva Asociación para el Desarrollo Económico de África elaborando planes para el desarrollo del continente como el PIDA Programa para el Desarrollo de Infraestructuras en África que se centra en Transporte, Energía, Agua y Telecomunicaciones.
Estos planes incluyen entre otros: el Mercado Único de Transporte Aéreo en África (SAATM), una red ferroviaria de Alta Velocidad que conecte todas las capitales y centros comerciales, una renovada red de carreteras que de solución al actual 50% de carreteras sin pavimentar especialmente en África Central, conexión a internet implementando una red de fibra óptica complementada con una red de conexión vía satélite para zonas rurales y la construcción de presas como la Inga III y la Gran Inga.
Aparte de las infraestructuras, la Unión Africana está invirtiendo en el establecimiento de la Comunidad Económica Africana con una moneda única. El desarrollo de la cultura a través de la Enciclopedia Africana y el Gran Museo Africano. 
En el aspecto económico la creación de un Banco Africano de Inversiones, un Fondo Monetario Africano y un Banco Central Africano
También trabaja en la creación de un pasaporte africano para la eliminación de las fronteras  y visados a nivel interno. 
La creación del Área Continental Africana de Libre Comercio.